# Mike Sodrel

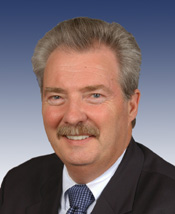
Mike Sodrel (2005)

Michael E. „Mike“ Sodrel (* 17. Dezember 1945 in New Albany, Floyd County, Indiana) ist ein US-amerikanischer Politiker. Zwischen 2005 und 2007 vertrat er den Bundesstaat Indiana im US-Repräsentantenhaus.

## Werdegang
Mike Sodrel studierte an der Indiana University. Zwischen 1966 und 1973 gehörte er der Nationalgarde an. Geschäftlich arbeitete er für das Familienunternehmen Sodrel Truck Lines. Außerdem gründete er eine eigene Firma, die Free Enterprise System Inc., die auf dem Gebiet der Personenbeförderung tätig ist.
Politisch wurde Sodrel Mitglied der Republikanischen Partei. Bei den Kongresswahlen des Jahres 2004 wurde er im neunten Wahlbezirk von Indiana in das US-Repräsentantenhaus in Washington, D.C. gewählt, wo er am 3. Januar 2005 die Nachfolge des Demokraten Baron Hill antrat. Da er im Jahr 2006 gegen Hill verlor, konnte er bis zum 3. Januar 2007 nur eine Legislaturperiode im Kongress absolvieren. Dort war er Mitglied im Landwirtschaftsausschuss, im Ausschuss für Verkehr und Infrastruktur sowie im Wissenschaftsausschuss.
Sodrel galt als eher konservativer Abgeordneter; so war er gegen weitere Umweltschutzgesetze und gegen eine Einschränkung des Rechts auf privaten Waffenbesitz. Er ist seit 1967 verheiratet.